# Giro de Italia 1921
La 9.ª edición del Giro de Italia se disputó entre el 25 de mayo y el 12 de junio de 1921, con un recorrido de 10 etapas y 3107 km, que el vencedor completó a una velocidad media de 25,592 km/h. La carrera comenzó y terminó en Milán.
Tomaron la salida 69 participantes, de los cuales 27 llegaron a la meta final. 
Giovanni Brunero fue el vencedor de la clasificación general, por solo 41 segundos de ventaja sobre el vencedor del año anterior, Gaetano Belloni. Bartolomeo Aimo les acompañó en el podio.

## Etapas
| Etapa      | Fecha     | Recorrido       | Distancia (km) | Ganador             | Líder               |
| ---------- | --------- | --------------- | -------------- | ------------------- | ------------------- |
| 1.ª etapa  | 25 de may | Milán-Merano    | 333,9          | Costante Girardengo | Costante Girardengo |
| 2.ª etapa  | 27 de may | Merano-Bolonia  | 348,8          | Costante Girardengo | Costante Girardengo |
| 3.ª etapa  | 29 de may | Bolonia-Perugia | 321,2          | Costante Girardengo | Costante Girardengo |
| 4.ª etapa  | 31 de may | Perugia-Chieti  | 328,7          | Costante Girardengo | Costante Girardengo |
| 5.ª etapa  | 2 de jun  | Chieti-Nápoles  | 264,8          | Gaetano Belloni     | Gaetano Belloni     |
| 6.ª etapa  | 4 de jun  | Nápoles-Roma    | 299,6          | Luigi Annoni        | Gaetano Belloni     |
| 7.ª etapa  | 6 de jun  | Roma-Livorno    | 341,4          | Giovanni Brunero    | Giovanni Brunero    |
| 8.ª etapa  | 8 de jun  | Livorno-Parma   | 242,8          | Luigi Annoni        | Giovanni Brunero    |
| 9.ª etapa  | 10 de jun | Parma-Torino    | 320,4          | Gaetano Belloni     | Giovanni Brunero    |
| 10.ª etapa | 12 de jun | Torino-Milán    | 305,9          | Gaetano Belloni     | Giovanni Brunero    |
| Total      | Total     | Total           | 3107,5         |                     |                     |

## Clasificaciones

### Clasificación general
| Clasificación general |                     |         |                   |
| Ciclista              | Ciclista            | Equipo  | Tiempo            |
| --------------------- | ------------------- | ------- | ----------------- |
| 1.º                   | Giovanni Brunero    | Legnano | 120 h 24 min 39 s |
| 2.º                   | Gaetano Belloni     | Bianchi | + 41 s            |
| 3.º                   | Bartolomeo Aymo     | Legnano | + 19 min 47 s     |
| 4.º                   | Marcel Buysse       | Bianchi | + 39 min 00 s     |
| 5.º                   | Angelo Gremo        | Bianchi | + 47 min 28 s     |
| 6.º                   | Federico Gay        | Bianchi | + 59 min 33 s     |
| 7.º                   | Alfredo Sivocci     | Legnano | + 1 h 24 min 27 s |
| 8.º                   | Clemente Canepari   | Legnano | + 2 h 24 min 08 s |
| 9.º                   | Giovanni Rossignoli | Bianchi | + 2 h 24 min 25 s |
| 10.º                  | Luigi Annoni        | Stucchi | + 2 h 36 min 57 s |

### Clasificación por equipos
| Clasificación por equipos |         |        |
| Equipo                    | Equipo  | Tiempo |
| ------------------------- | ------- | ------ |
| 1.º                       | Bianchi | -      |